# Astruptunet

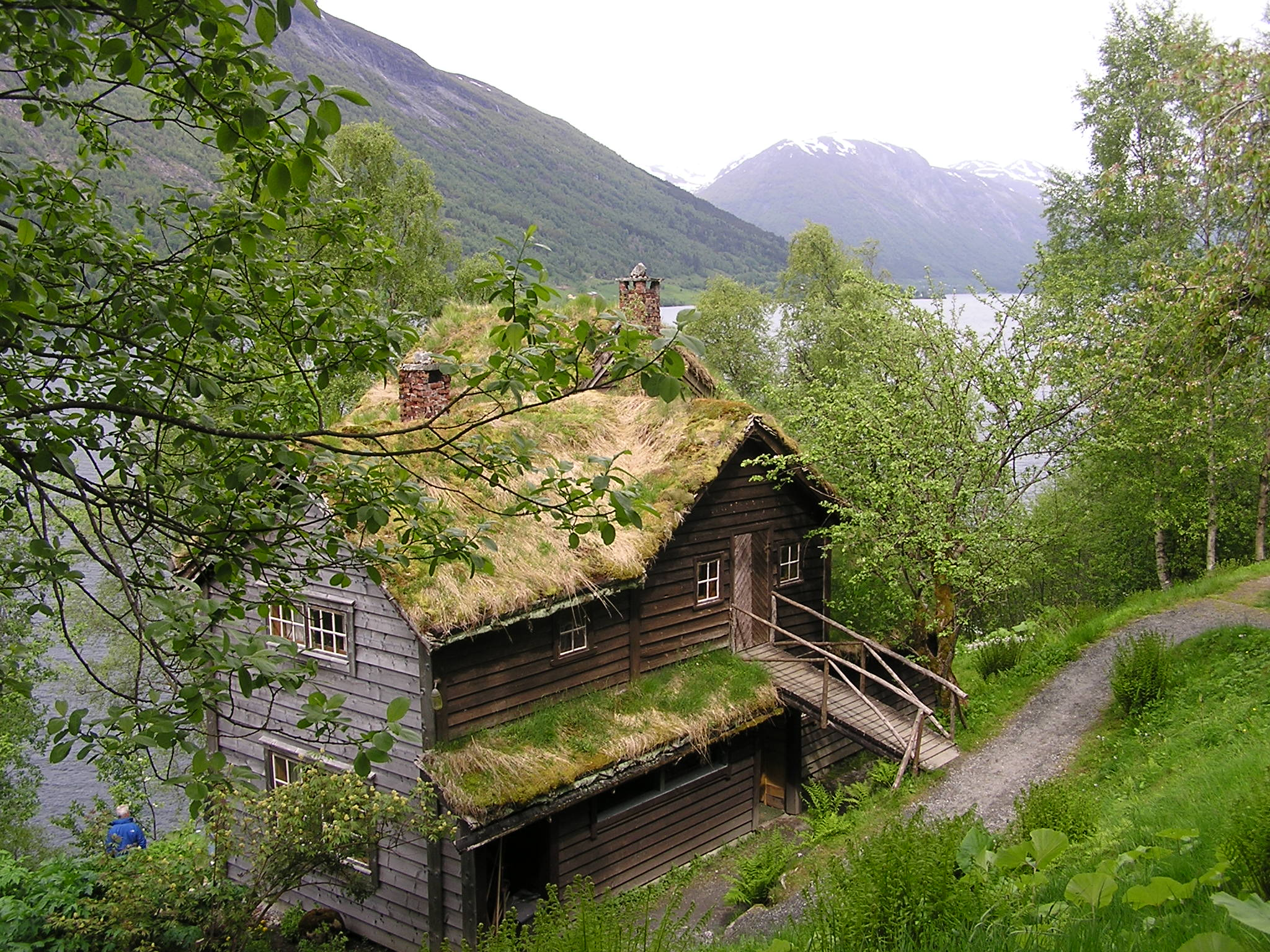
Astruptunet

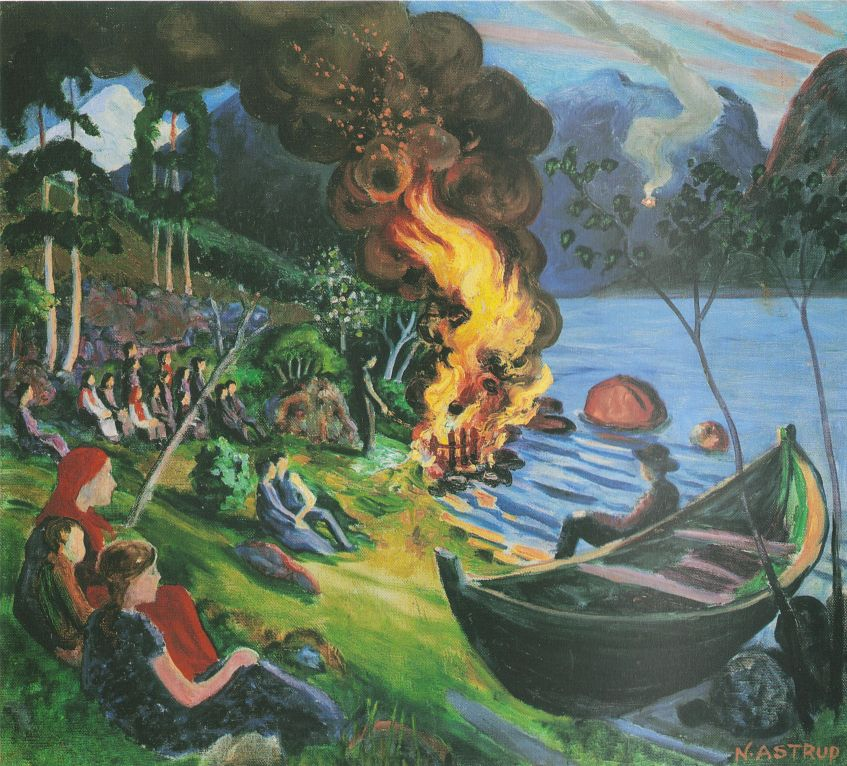
Nikolai Astrup: "Feu de la Saint-Jean au lac de Jølster"

Astruptunet est un musée et une ancienne ferme connue sous le nom de Sandalstrand sur la rive sud du lac Jølstravatnet à Sandal dans l'ancienne commune de Jølster dans le comté de Vestland.
La ferme est célèbre pour avoir été aménagée pour le peintre Nicolas Astrup (1880-1928), qui y vécut de 1914 à 1928,.

## L'histoire, les bâtiments et l'utilisation
La maison d'origine, Gamlestua, remonte au XVIIIe siècle et fut achetée par Nikolai et son épouse Engel Astrup en 1912. Nikolai Astrup est né à Bremanger mais a grandi non loin au presbytère de Jølster. Le couple était marié depuis 1907, et quitte son précédent logement à la suite d'un conflit, bien que Sandalstrand soit alors en mauvais état.
Ils emménagent en 1914 et en font leur résidence principale, qu'ils agrandissent et adaptent à leur goût. Le couple construit notamment de plus grandes dépendances, et achète d'anciens bâtiments qui sont démontés et remontés pour étoffer le lieu-dit.
La maison et les dépendances de la ferme sont représentées dans plusieurs de peintures d'Astrup, souvent accompagnés du jardin où il cultivait, entre autres, des pommes et de la rhubarbe.
La ferme appartient aujourd'hui à la commune de Jølster qui a acheté la propriété en 1964, alors que Engel Astrup y vivait encore. Elle mourut l'année suivante.
Un nouveau bâtiment abritant la galerie d'art fut inaugurée pour la Saint-Jean 1986. Le musée a été fusionné en 2004 avec le musée d'art de Sogn og Fjordane, lequel fait partie depuis 2009, des Musées de Sogn og Fjordane.
La ferme est maintenue dans le même état que du temps d'Astrup. La maison est aménagée comme un musée, présentant la vie et l'oeuvre d'Astrup tout en préservant le style originel. Un local technique est prévu, mais il est difficile de lui trouver une place dans ce paysage culturel particulier.